# 5+
5+ (Fünf Plus) est une chaîne de télévision généraliste suisse alémanique commerciale privée. La chaîne émet en HD.

## Histoire de la chaîne
5+ émet depuis le 11 septembre 2014, 20h00. La chaîne vise, comme pour 4+, le public cible des 15-49 ans.
Son premier programme diffusé le jour de son lancement a été le film Indiana Jones et le Royaume du crâne de cristal.

## Organisation

### Dirigeants
Directeur :
- Dominik Kaiser

## Programmes
La chaîne est financée exclusivement par la publicité. Comme pour 3+ et 4+, c'est le groupe Goldbach Media (ex-IPM Suisse) qui gère les annonces publicitaires. Alors que la programmation de la chaîne 3+ se base essentiellement sur des productions originales de la chaîne ainsi que sur des films et des séries étrangères, et de la chaîne 4+ est principalement axée sur la diffusion de films, la programmation de 5+ est principalement axée sur des séries mais aussi sur des documentaires. La chaîne en diffuse deux heures et ce, trois soirs par semaine. La chaîne diffuse la série Anger Management avec Charlie Sheen en exclusivité germanophone.
5+ diffuse des documentaires, des séries américaines, des films ainsi que de la tv-réalité, notamment avec « Adam sucht Eva », une émission de tv-réalité où les candidats se rencontrent en étant nus.
Lors d'un entretien avec le journal Bieler Tagblatt, Dominik Kaiser a expliqué que 5+ servirait aussi à revoir des programmes que l'on aurait manqués sur 3+. Il a également affirmé qu'avec sa programmation, la chaîne visait 2 % de parts de marché.
- Séries
  - Anger Management
  - Die Bergwacht
  - Elementary
  - Grey's Anatomy
  - Hot in Cleveland
  - Knallerfrauen
  - Marvel's Agents of S.H.I.E.L.D
  - Meine wilden Töchter (Touche pas à mes filles)
  - New Girl
  - Person Of Interest
  - Scrubs
  - White Collar (FBI : Duo très spécial)

## Diffusion
À ses débuts, 5+ est retransmise uniquement en Suisse alémanique par câble, à travers la société UPC Cablecom dans l'offre analogique et numérique câblée ainsi que sur Swisscom TV dans toute la Suisse et également dans le bouquet francophone. Elle est ensuite disponible par câble sur UPC dans tout le pays.